# Elizabeth Sackey
Elizabeth Kwatsoe Tawiah Sackey (* 6. Mai 1958) ist eine ghanaische Politikerin.

## Werdegang
Sackey studierte an der Universität von Ghana und arbeitete anschließend im Bankbereich unter anderem bei der Ghana Commercial Bank.
Sackey kandidierte bei der Parlamentswahl 2004 für die New Patriotic Party und wurde als Nachfolgerin von Joseph Darko-Mensah im Wahlkreis Okaikwei North ins ghanaische Parlament gewählt. Bei den Wahlen 2008 und 2012 wurde sie wiedergewählt. Nach Ausscheiden aus dem Parlament wurde sie von Nana Akufo-Addo als Staatsministerin für die Greater Accra Region ins Kabinett berufen, hier blieb sie bis 2020 im Amt. 2021 wurde sie als erste Frau Bürgermeisterin von Accra.